# Islote Harold
Islote Harold, (en francés Îlot Harold y también conocido como Henry Island, Îlet d'Henry e Isle Mouchy) es el nombre que recibe una pequeña isla del país caribeño de Haití, que está situado en el departamento de Sur, distrito de Aquin, y en la comuna de Saint-Louis-du-Sud. 